# UTC−7
| Hele året | Om vinteren (nordlig halvkugle) |
| Havområde | Om sommeren (nordlig halvkugle) |

UTC−7 er en tidszone som er 7 timer efter standardtiden UTC.

## UTC−7 bruges hele året af
- Dele af Canada:
  - Den del af Peace River-floddalen som ligger i delstaten Britisk Columbia
- Dele af USA:
  - Delstaten Arizona med undtagelse af Navajo Nation som bruger sommertid
- Dele af Mexico:
  - Delstaten Sonora og øgruppen Revillagigedoøerne med undtagelse af øen Clarión

## UTC−7 bruges som standardtid (vinter på den nordlige halvkugle) af
- Dele af Canada:
  - Provinsen Alberta, den sydøstlige region af provinsen Britisk Columbia, det meste af territoriet Northwest Territories, den vestlige del af territoriet Nunavut, byen Lloydminster i provinsen Saskatchewan
- Dele af USA:
  - Delstaterne Colorado, Montana, New Mexico, Utah og Wyoming
  - Hele Navajo Nation inkl. delen i delstaten Arizona
  - Blackfeet nation i delstaten Montana
  - Den sydlige del af delstaten Idaho
  - De vestlige dele af delstaterne Kansas, Nebraska, South Dakota og Texas
  - Sydvestlige dele af delstaten North Dakota
  - Små områder i de østlige dele af delstaterne Oregon og Nevada
- Dele af Mexico:
  - Delsterne Baja California Sur, Chihuahua, Nayarit (hovedparten) og Sinaloa

## UTC−7 bruges som sommertid på den nordlige halvkugle af
- Dele af Canada:
  - Det meste af provinsen Britisk Columbia, og territoriet Yukon
- Dele af USA:
  - Delstaterne Californien, Idaho (nordlige del), Nevada (hovedparten), Oregon (hovedparten), Washington
- Dele af Mexico:
  - Delstaten Baja California